# Andrew Lincoln
Andrew Lincoln (rođen kao: Andrew James Clutterbuck London, 14. rujna 1973.), engleski glumac.

## Karijera
Nakon odlaska iz srednje škole, pohađao je Kraljevsku akademiju dramskih umjetnosti (RADA), gdje je promijenio svoje prezime u Lincoln.
Svoju prvu televizijsku ulogu ostvario je u seriji "Drop Dead Donkey", 1994. godine. Prva velika uloga bila je Edgara "Egg" Cooka, u BBC-evoj drami "Ovaj život". Zatim je glumio u serijama "Učitelji" i "Zagrobni život" te u nekoliko filmova u kojima je glumi zajedno s Richardom Armitageom i Vanessom Paradis. Od travnja 2010. do 2018. godine u seriji Živi mrtvaci glumio je bivšeg šerifa Ricka Grimesa.
Godine 2004. časopis Empire nominira ga za nagradu 'Najbolji debitant' (Best Newcomer), za izvedbu Marka u filmu Richarda Curtisa Zapravo ljubav.

## Privatni život
Dana 10. lipnja 2006. oženio je Gael Anderson, kći glazbenika Iana Andersona. Na vjenčanju, djevojčica Apple Martin kći Gwyneth Paltrow i Chrisa Martina nosila je cvijeće.  Ima dvoje djece. Njegov stariji brat, Richard Clutterbuck, vodi školu u Bristolu.

## Vanjske poveznice
- Andrew Lincoln na Internet Movie Database